# Farsta hembygdsförening
Farsta Hembygdsförening är en hembygdsförening i Farsta i södra Stockholm. 
Föreningen grundades i april 1983 och syftar till att sprida kunskap om Farstas historia från forntid till nutid. Hembygdsföreningen arrangerar bland annat studiecirklar, föreläsningar och studieresor.  
Verksamhetsområdet är Farsta stadsdelsområde: från Svedmyra i norr till Farsta strand i söder.
Sedan 1991 ges medlemsbladet Hembygdsnytt ut. Skriften kommer ut cirka fyra gånger per år. 